# Saint Louis Simpkins-Ford
I St. Louis Simpkins-Ford era una società calcistica statunitense, con sede a St. Louis (Missouri).
Nata come St. Louis Carrenti Cleaners, al suo ingresso nella St. Louis Major League cambiò sponsor e denominazione in Joe Simpkins Ford Auto.
Vinse due volte la National Challenge Cup (US Open Cup), nel 1948 e nel 1950.

## Palmarès

### Competizioni nazionali
- U.S. Open Cup: 2

1948, 1950

## Giocatori
- Robert Annis
- Gino Pariani
- Charlie Colombo
- Frank Borghi
- Frank Wallace
- Joe Carenza
- Bill Bertani
- Ed McHugh
- John Traina